# Centre de recerca

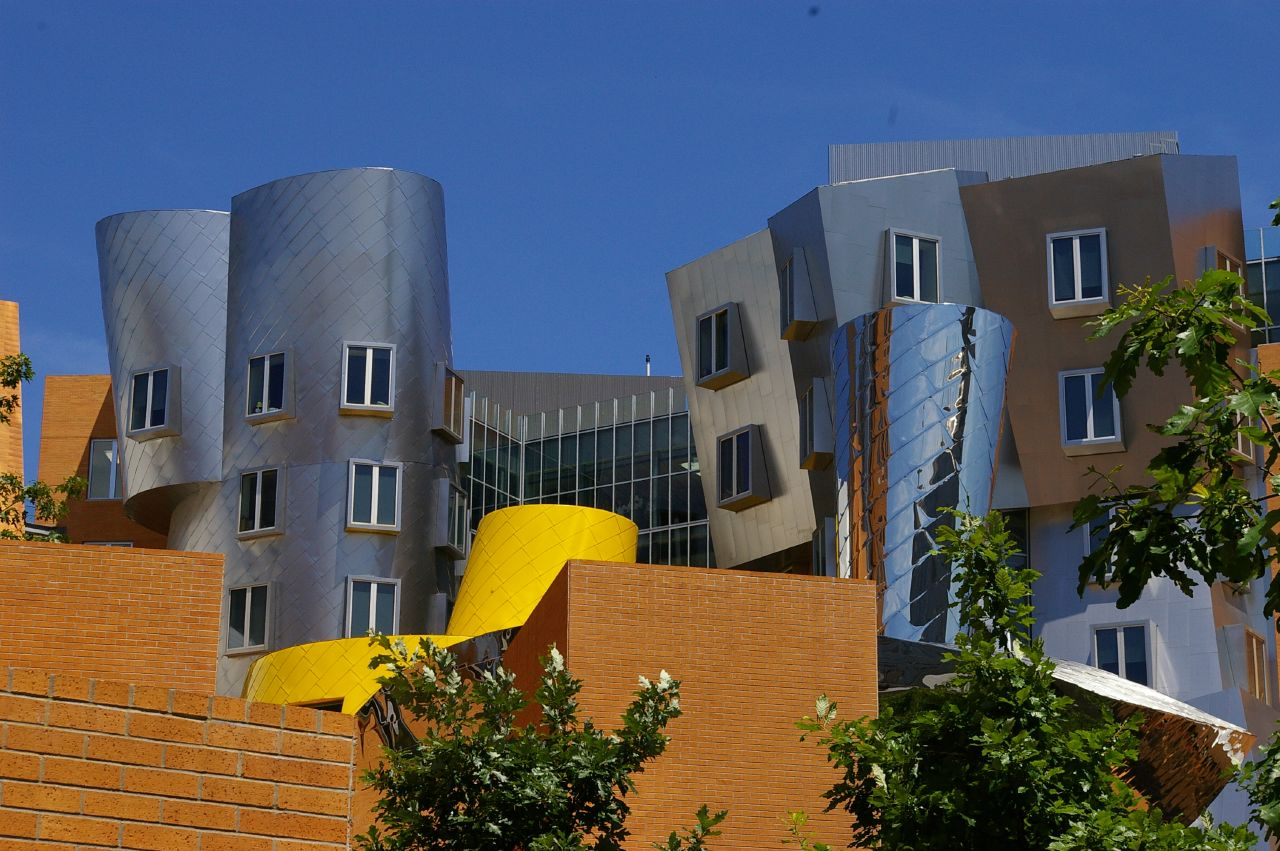
Ray and Maria Stata Centeren el MIT (Institut Tecnològic de Massachusetts).

Un centre de recerca és una institució científica dedicada a la ciència i la investigació científica. Habitualment, està vinculat a les institucions educatives i als àmbits polític i econòmic. Encara que és habitual identificar-les amb les ciències físiconaturals, des del seu origen també estan lligades a les ciències socials o humanes. En determinades ciències, o en certs contextos, s'utilitzen expressions com a infraestructures científiques o instal·lacions científiques.

## Institucions precientífiques

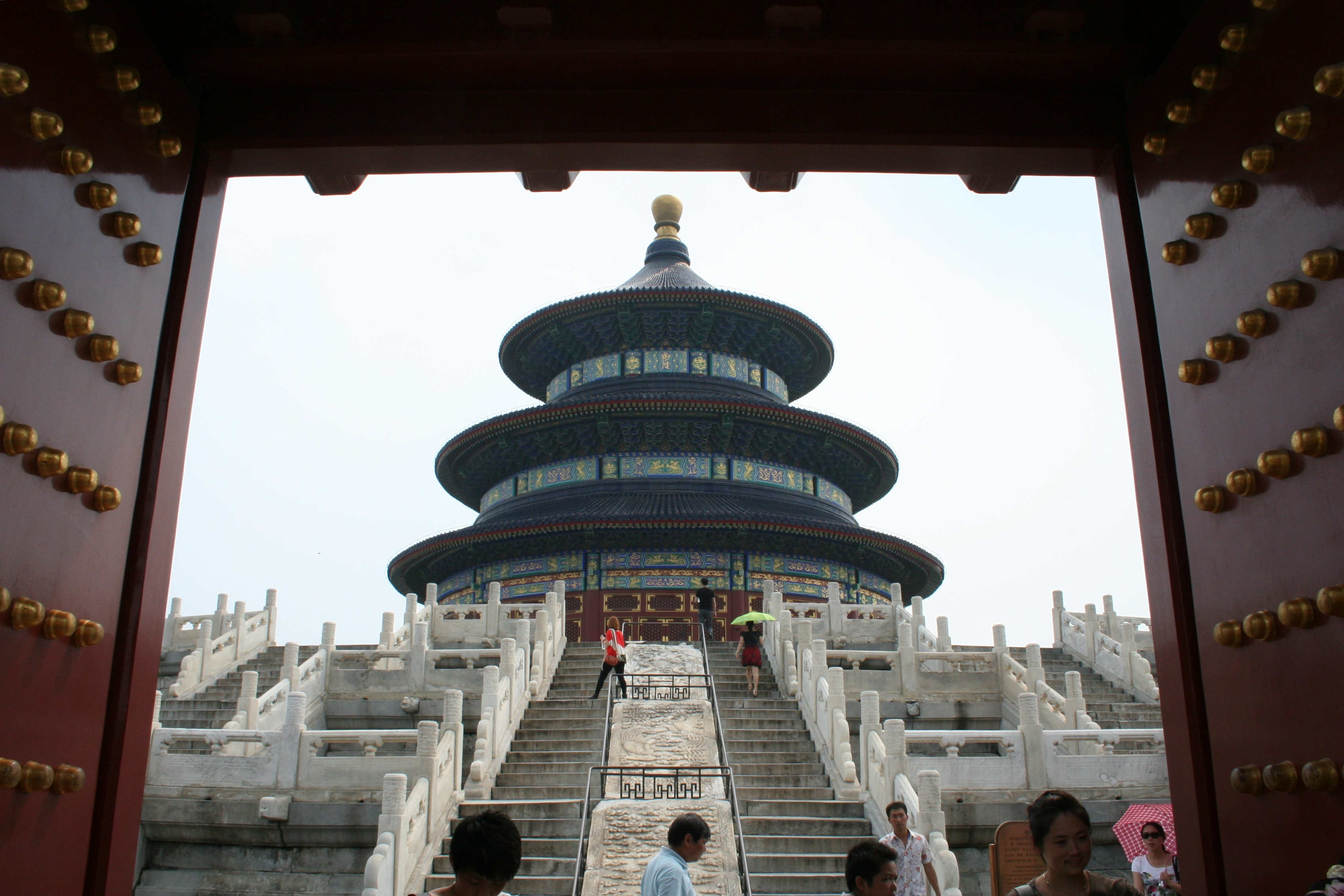
Temple del Cel en Pequín.

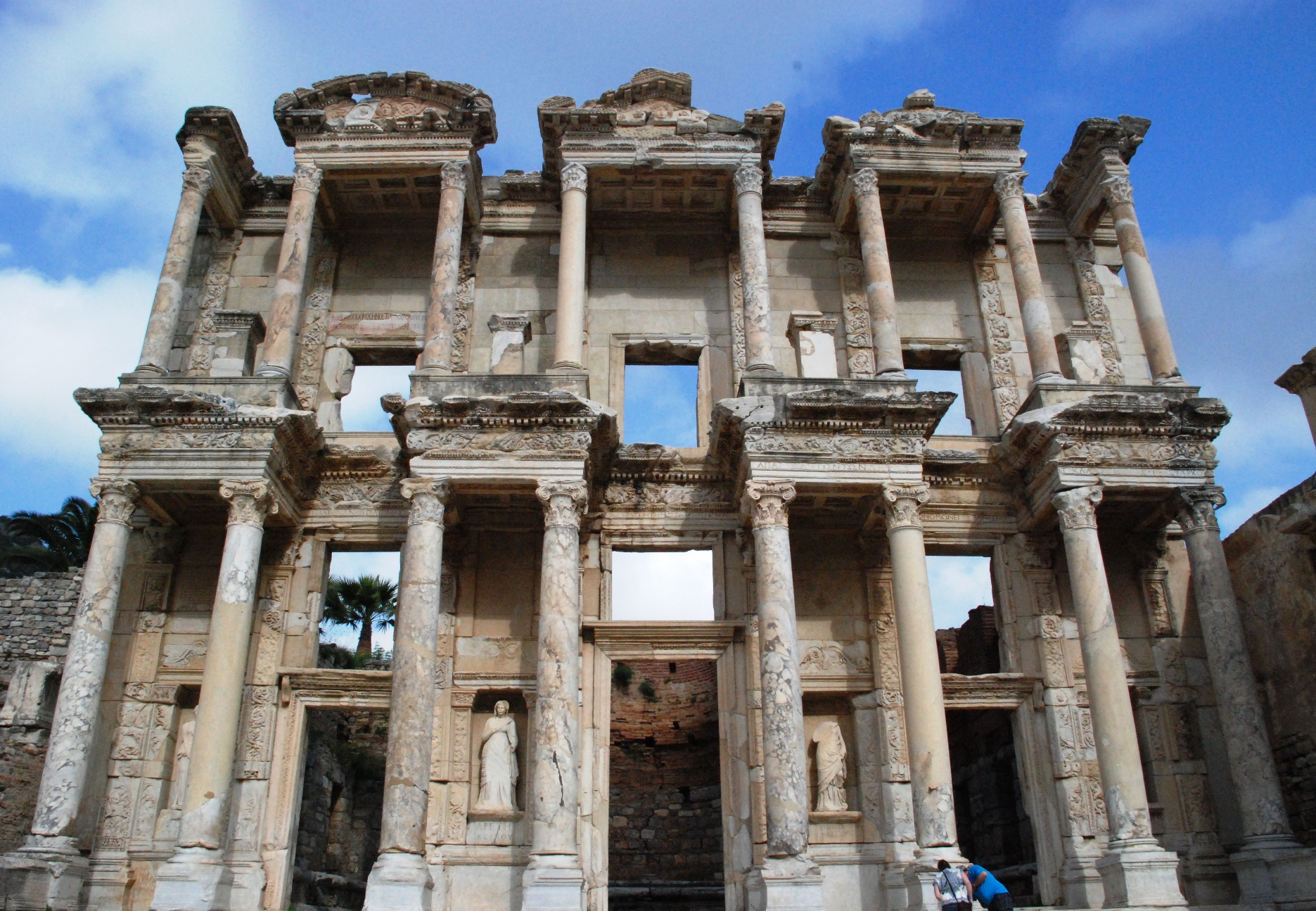
Biblioteca de Cels a Efes.

La historiografia debata la condició científica d'institucions pre-científiques o pre-tecnològiques com els temples de l'Antic Orient Pròxim (Sumèria, Babilònia, Pèrsia, Antic Egipte, etc.), de l'Extrem Orient (civilitzacions índia, xinesa, japonesa, etc.), de l'Amèrica precolombina o fins i tot de societats prehistòriques o protohistòriques (Stonehenge, Zorats Karer). La civilització grecoromana es va caracteritzar per una notable secularització del seu pensament científic; i en el camp institucional va veure sorgir centres de coneixement com l'Acadèmia i el Liceu d'Atenes o el Museu i la Biblioteca d'Alexandria.

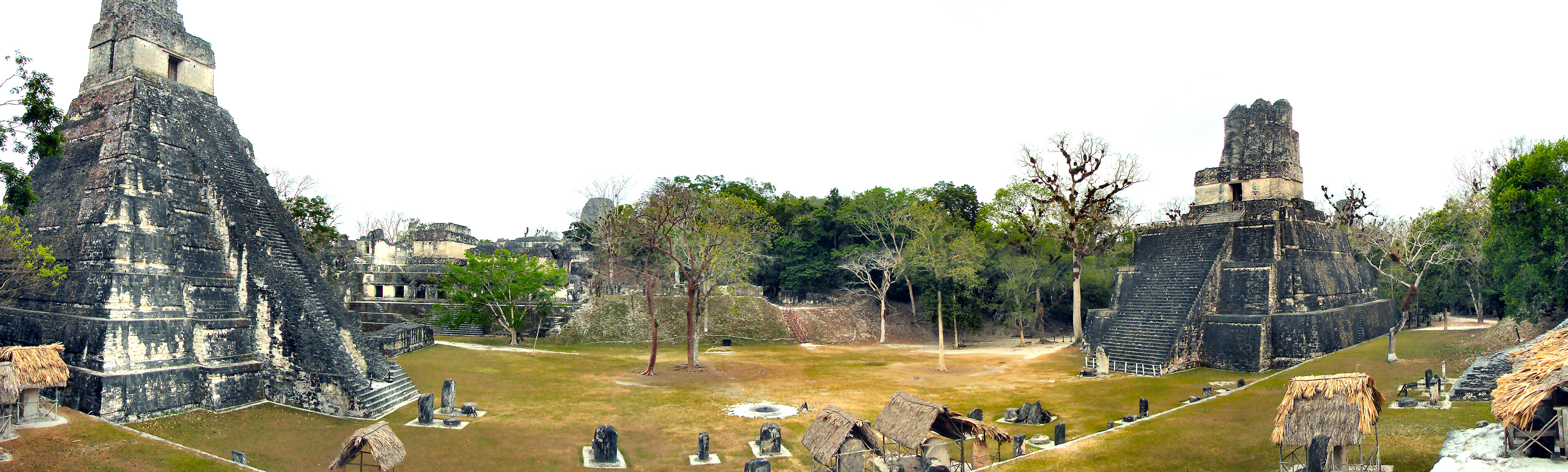
Temple maia de Tikal.

## Edat mitjana

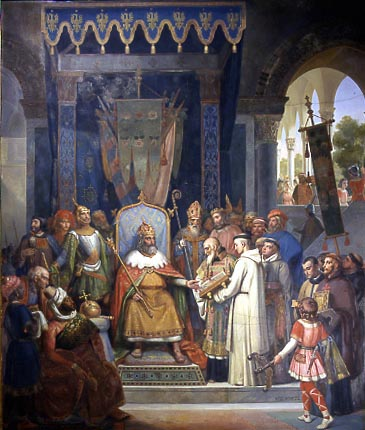
Alcuí de York i altres clergues de l'escola palatina d'Aquisgrà presenten manuscrits a Carlemany davant la seva cort, en el Palau d'Aquisgrà. Pintura d'història de Jean-Victor Schnetz, 1830

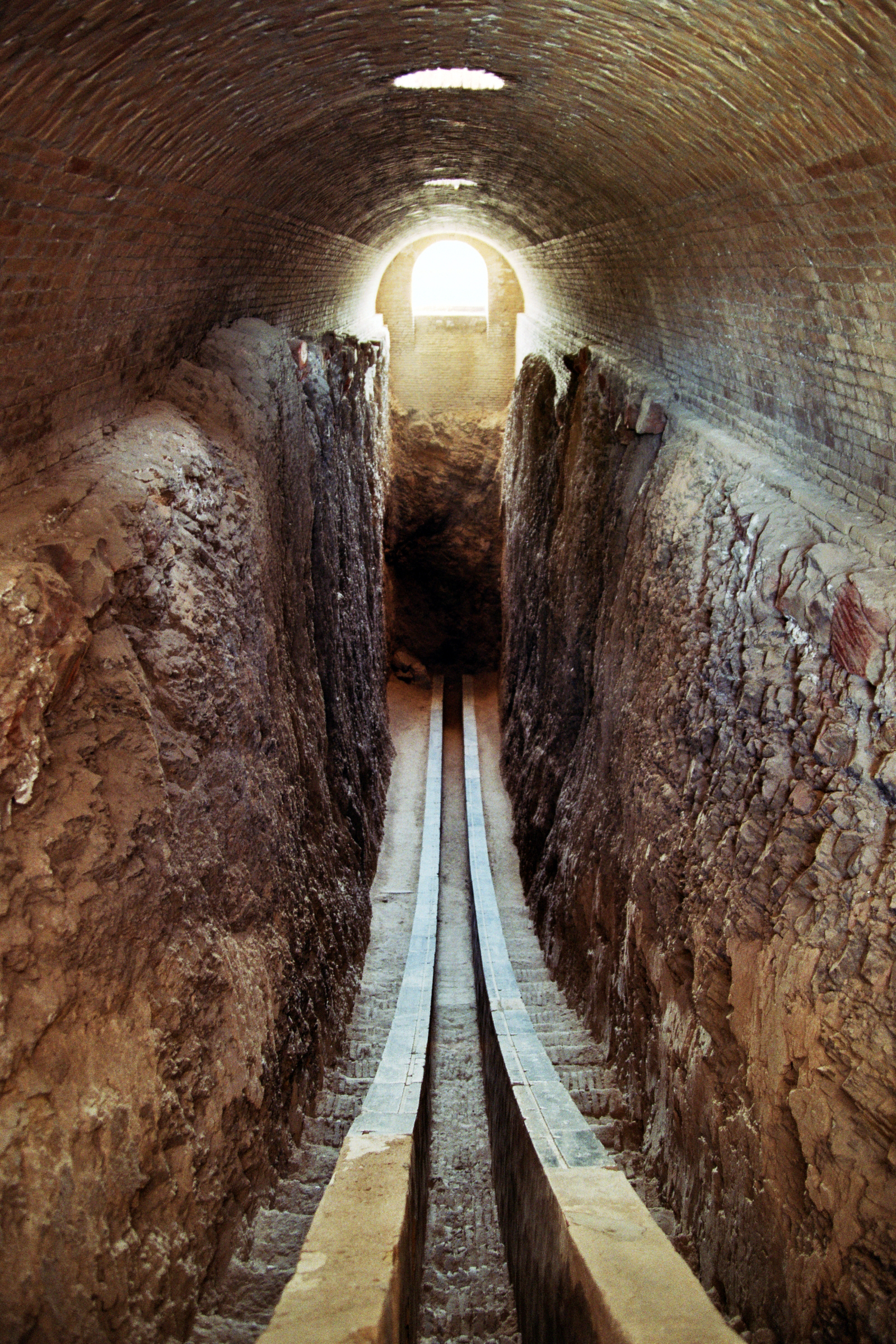
Estat actual de l'observatori d'Ulugh Beg.

A l'època medieval primerenca, es van construir diversos observatoris astronòmics al món islàmic. El primer d'ells va ser l'observatori de Bagdad del segle IX construït durant l'època del califa abbàssida al-Ma'mun, encara que els més famosos van ser l'observatori de Maragheh del segle xiii i l'observatori Ulugh Beg del segle XV a Samarcanda. Altres institucions fins a cert punt similars van ser algunes madrasses de les mesquites musulmanes (el Caire, Còrdova, mentre que a Iran va destacar l'observatori de Nassir-ad-Din at-Tussí en Maraghe). Es remarca el destacat paper de la cultura àrab en l'anomenada Edat d'Or de l'Islam, i s'ha debatut la seva condició original o la seva mera funció transmissora de les cultures grecoromana o oriental, destacant el paper dels llocs de trobada: els regnes hispanocristians (escola de traductors de Toledo) i la cort normanda de Sicília (cultura àrab-normanda).
L'Escola d' Astronomia i Matemàtiques de Kerala va ser una escola de matemàtiques i astronomia fundada per Madhava de Sangamagrama a Kerala, Índia. L'escola va florir entre els segles XIV i XVI i els descobriments originals de l'escola sembla que van acabar amb Narayana Bhattathiri (1559–1632). En intentar resoldre problemes astronòmics, l'escola de Kerala va descobrir de manera independent una sèrie de conceptes matemàtics importants.
L'anomenada Edat Fosca amb la qual s'obre l'edat mitjana va significar una reculada radical en la ciència institucional (simbolitzat en el tancament de l'Acadèmia), inaugurant el secular monopoli del clergat sobra la pràctica totalitat de les produccions culturals, fins i tot en períodes puntuals de florida com el renaixement carolingi o la revolució del segle XII. A les escoles monàstiques i palatines van succeir les episcopals, especialment les del tipus denominat studium general que es van convertir en les primeres universitats (Sorbona, Sapienza, Bolonya, Oxford, Cambridge, Salamanca, Coïmbra).

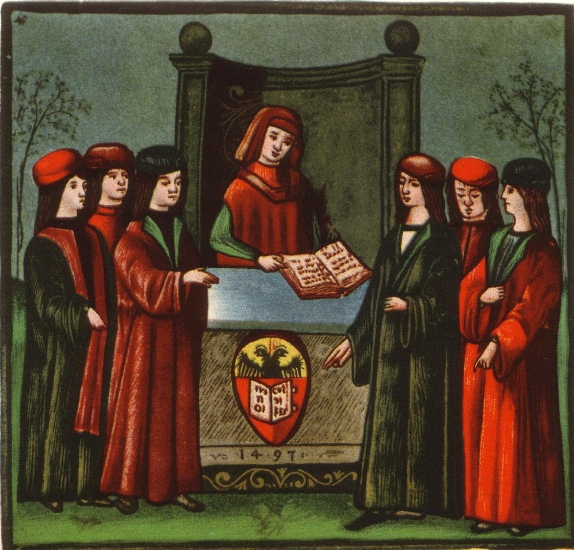
Ingrés d'estudiants en la Natio Germanica de la Universitat de Bolonya representada en una miniatura de 1497.

## Edat Moderna

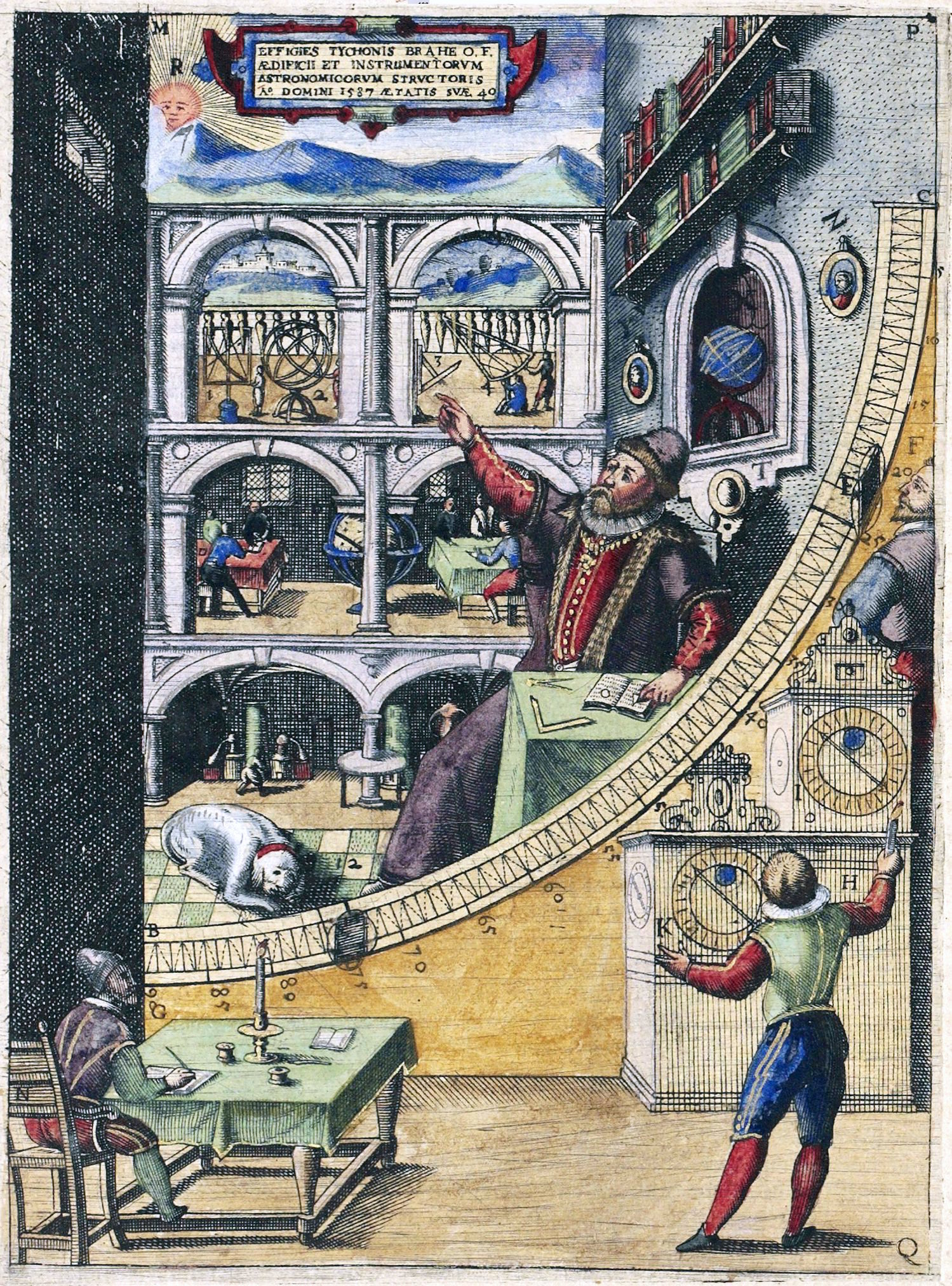
Treballs astronòmics de Tycho Brahe en el Uraniborg.

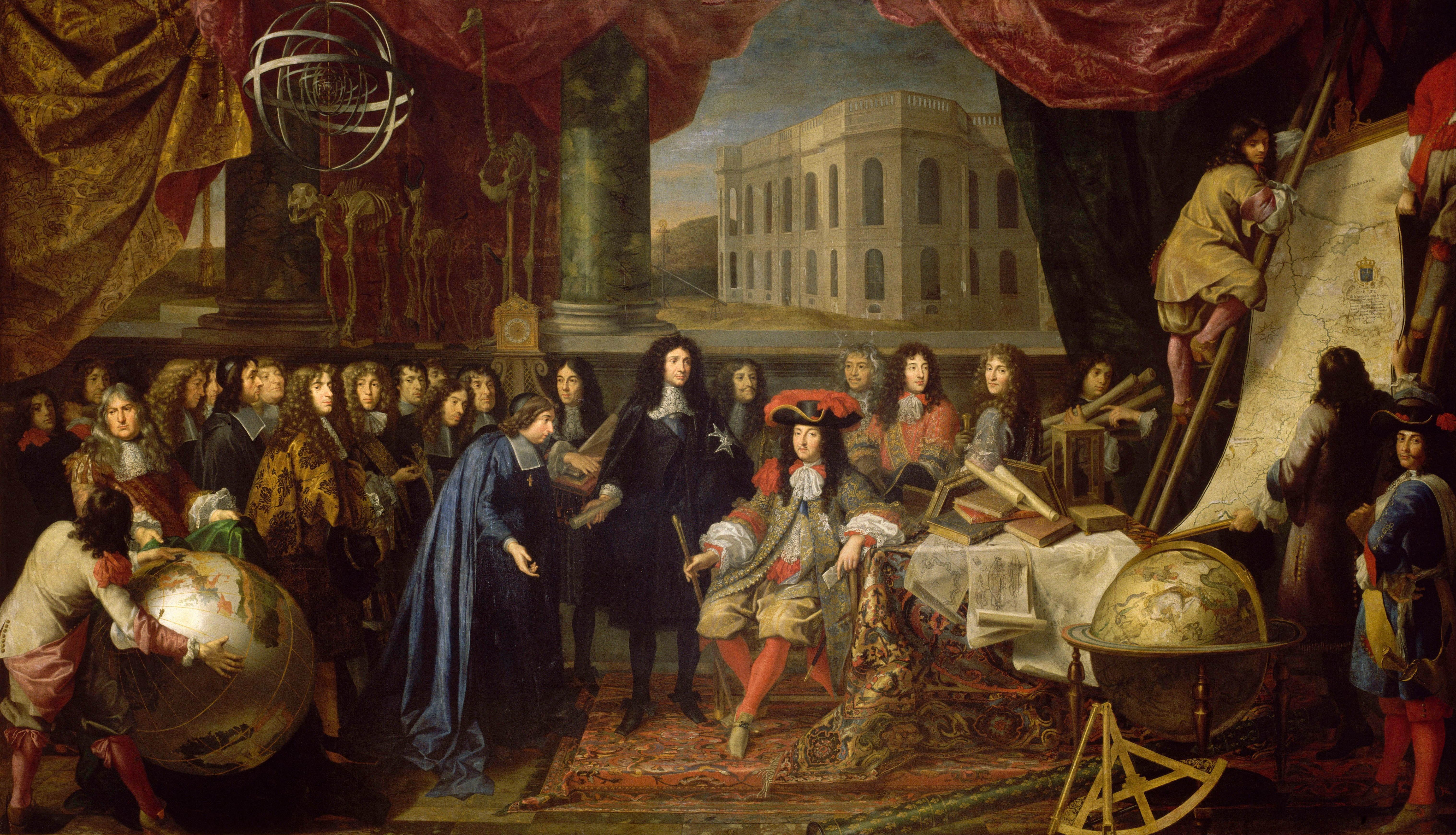
Établissement de l'Académie des sciences et fondation de l'observatoire, de Henri Testelin, 1667. Colbert presenta a Lluís XIV la recentment creada institució.

El primer institut de recerca d'Europa va ser el complex Uraniborg de Tycho Brahe a l'illa de Hven, un laboratori astronòmic del segle XVI creat per fer mesures molt precises de les estrelles.
En l'Edat moderna, l'humanisme de l'època del Renaixement (acadèmia platònica florentina, 1459) va significar una nova era per a les institucions culturals (Uraniborg -1580), que va culminar en l'època del Barroc (Accademia dei Lincei -1603-, Academia Naturae Curiosorum o Leopoldina -1652-, Royal Society -1660-, Académie Royale des Sciences -1666-) i amb les simultànies revolució científica i crisi de la consciència europea de finals del xvii, que van obrir l'època de la Il·lustració del segle xviii (Encyclopédie, 1751). En canvi, les universitats van romandre anquilosades en l'escolàstica, particularment les espanyoles, els precoços intents de les quals de renovació (reforma cisneriana, escola de Salamanca) es van frustrar amb la repressió de l'erasmisme; reduint-se la seva funció intel·lectual a un grau d'irrellevància cada vegada major, mentre es conservava la seva importància com a mecanisme de reproducció d'elits socials (golilles i manteïstes). Els col·legis jesuïtes van tenir un destacat paper des de la Contrareforma fins a la seva expulsió de la major part de les monarquies catòliques.

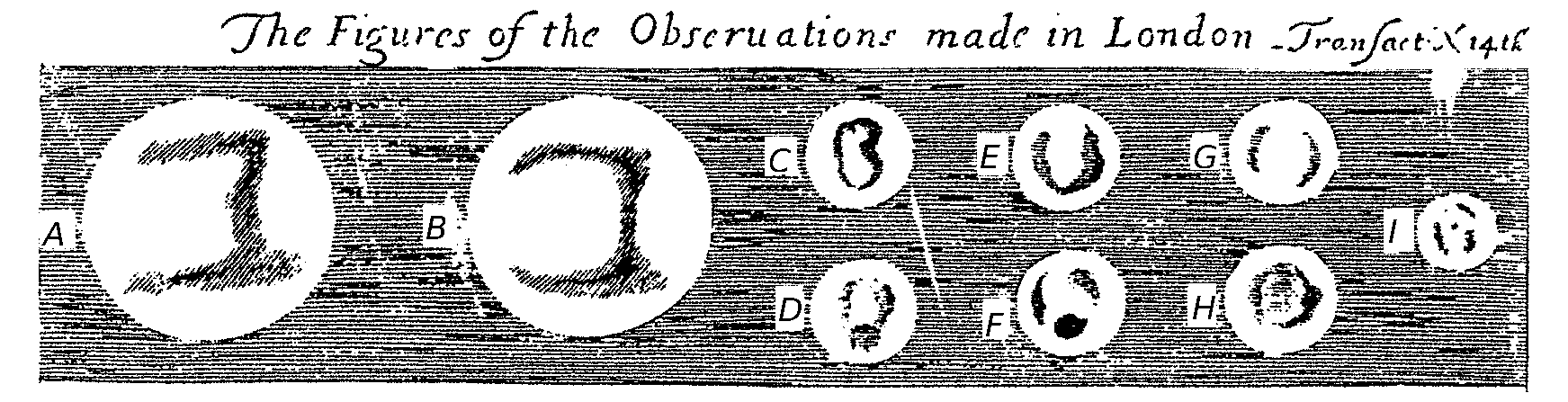
Il·lustració del número 14 de les Philosophical Transactions of the Royal Society, 1666.

## Edat Contemporània

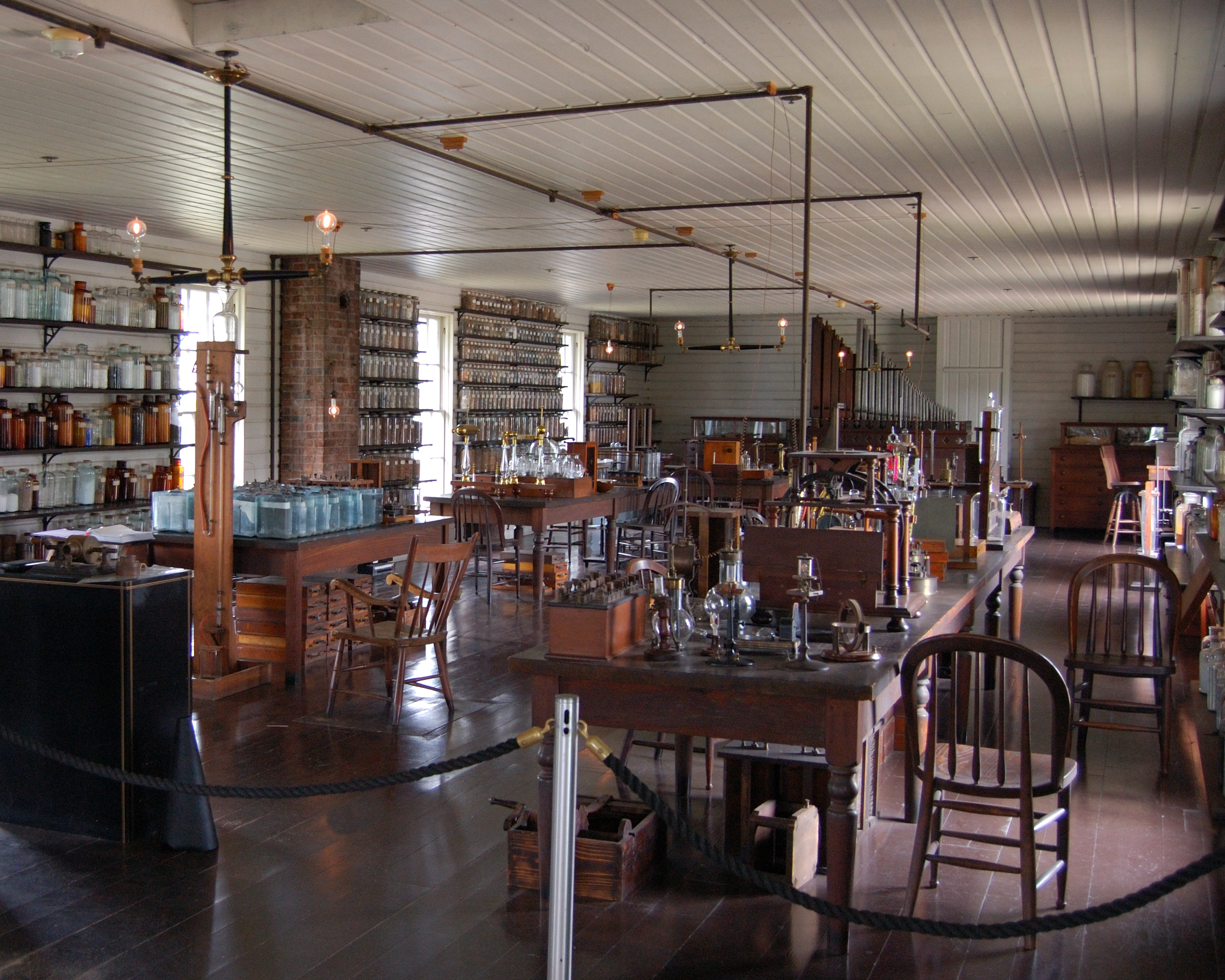
Laboratori d'Edison a Menlo Park.

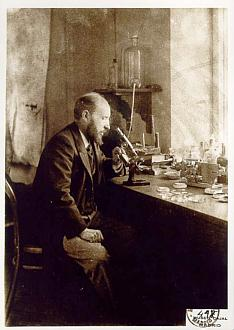
Ramón y Cajal en el seu laboratori.

Durant l'edat contemporània es van revitalitzar les universitats com a institucions científiques d'avantguarda, al mateix temps que es creaven nombroses societats il·lustrades, erudites, d'emulació o societats científiques de caràcter local; que en l'era del nacionalisme i l'imperialisme es van fundar amb un marcat caràcter nacional (especialment les societats geogràfiques, com la Royal Geographical Society o la National Geographic Society). També les va haver de caràcter sectorial per a la coordinació internacional (Comitè i Oficina Internacional de Pesos i mesures -BIPM-, Convenció del Metre -1875-, Conferència Internacional del Meridià -1884-, IUPAC -1919, precedida per un comitè internacional creat en 1860 a iniciativa de Kekulé-, IUPAP -1922-, Sistema Internacional d'Unitats -SI, 1960-); però el procés socioeconòmic decisiu va ser la Revolució industrial, que va impulsar les institucions científiques necessàries per a la producció de la gran ciència. Després del desenvolupament d'una veritable ciència industrialitzada (laboratori d'Edison), va quedar evidenciada l'íntima relació entre investigació científica i desenvolupament industrial (R+D), en el context de la qual el paper de la ciència bàsica i el control polític i econòmic de les investigacions científiques ha estat objecte de particulars reflexions ètiques (sociologia de la ciència, política científica i ètica científica). Els programes d'investigació impulsats per grans corporacions de la denominada alta tecnologia han anat tenint un destacat paper des del segle xix i fins a l'actualitat (Merck, BASF, Bayer, Philips, General Electric -resultat de la guerra entre els grups d'Edison i J. P. Morgan, que comptava amb Nikola Tesla-, Bell-AT&T -Laboratoris Bell-, IBM, Microsoft, Apple, etc.) Thomas Edison, anomenat El mag de Menlo Park, va ser un dels primers inventors a aplicar els principis de la producció massiva i el treball en equip a gran escala al procés d'invenció a finals del segle XIX, i per això, és sovint acreditat amb la creació del primer laboratori de recerca industrial.

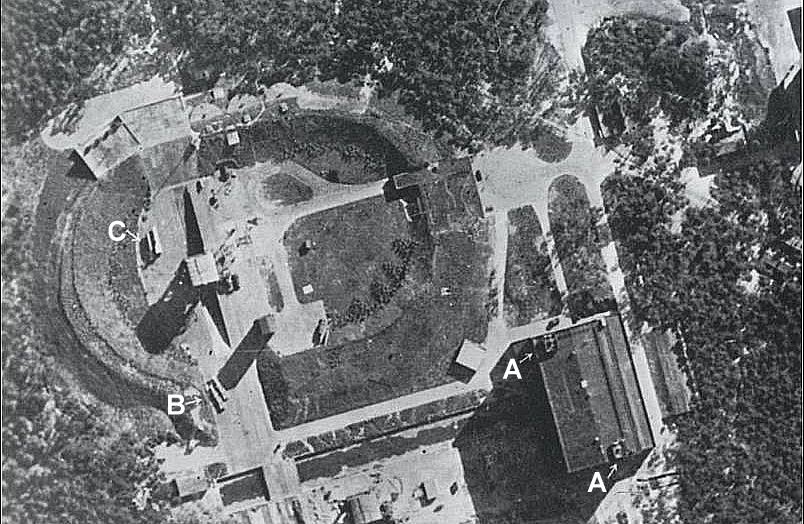
Instal·lacions del coet alemany V-2 en Peenemünde durant la Segona Guerra Mundial.

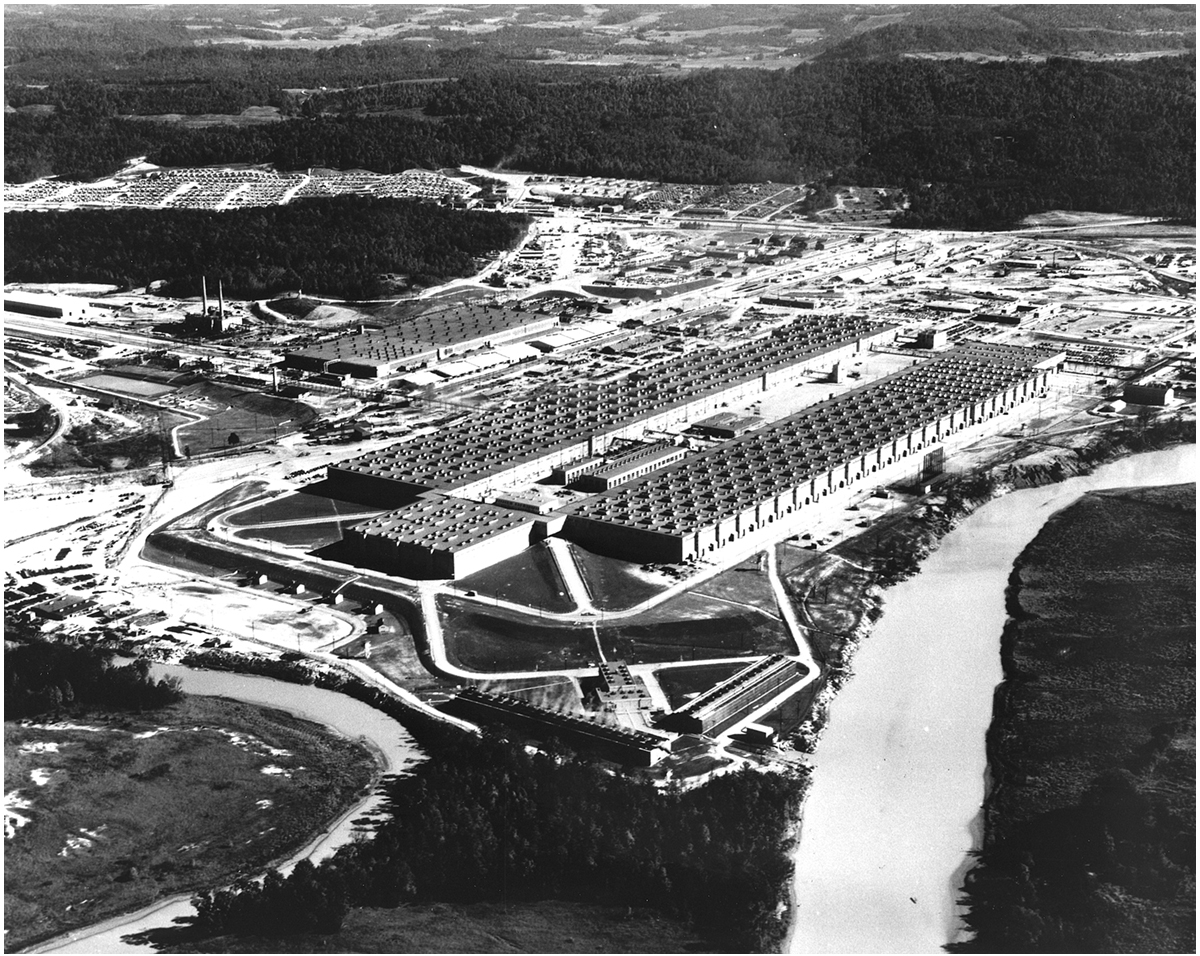
Planta K-25 del Projecte Manhattan durant la Segona Guerra Mundial.

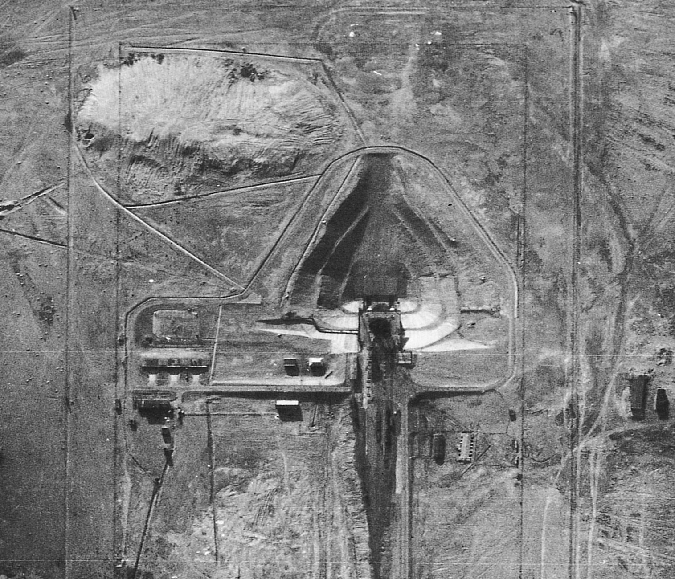
Instal·lacions del cosmòdrom de Baikonur en 1957.

A partir del segle XX alguns projectes científics eren de tan gran escala que només podien dur-se a terme amb tot el suport financer i administratiu d'Estats de la grandària i recursos de les grans potències i en condicions d'economia de guerra, especialment en vincular-se a les carreres armamentística i espacial (Heeresversuchsanstalt Peenemünde, Bletchley Park, Projecte Manhattan -Segona Guerra Mundial-, NASA, Programa espacial de la Unió Soviètica, Acadèmia de Ciències de la Unió Soviètica -Guerra Freda-) pels que la planificació científica va ser essencial, arribant a establir-se complexes estructures d'interessos denominades complex militar-industrial.

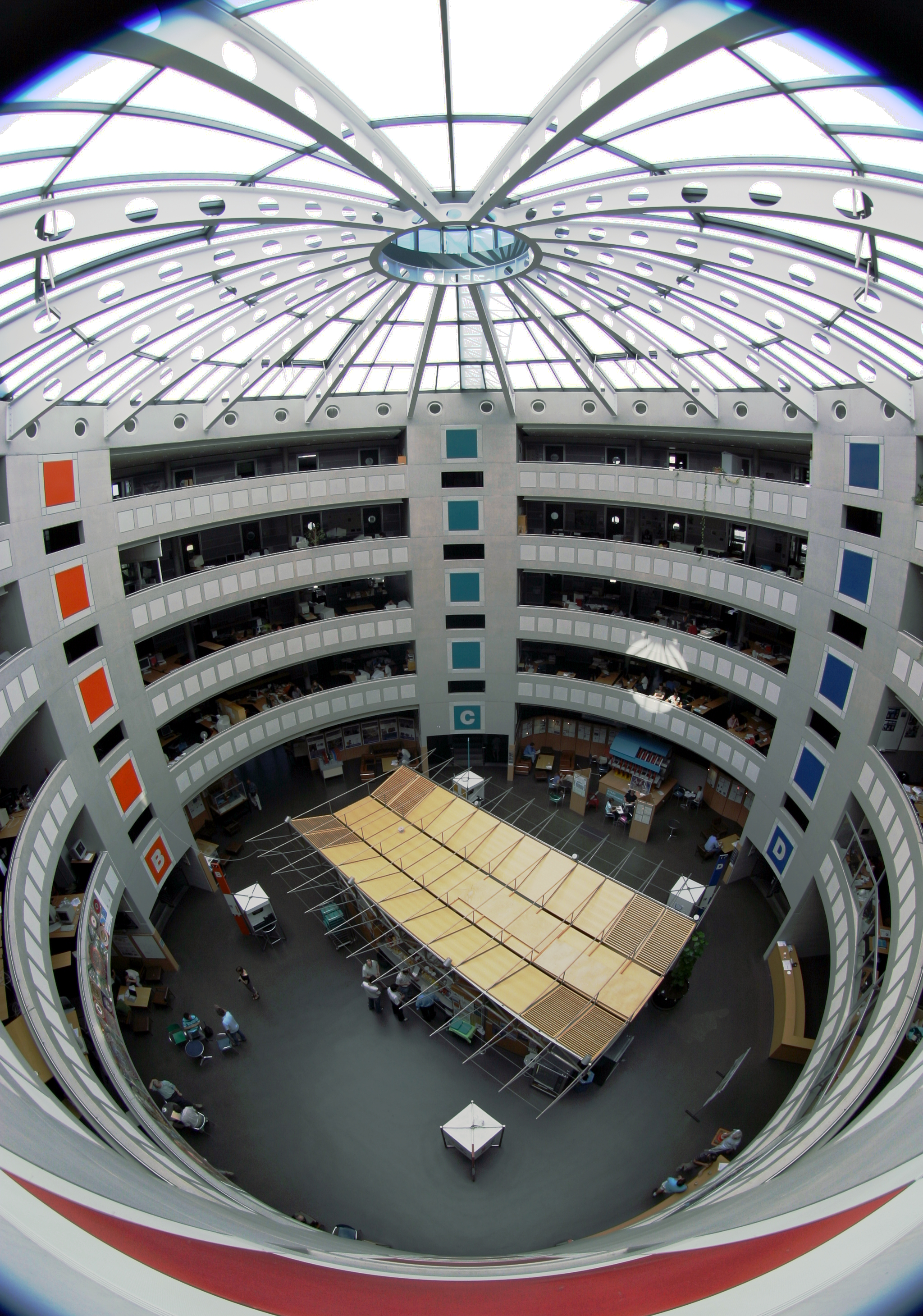
Edifici 40 del CERN.

Una institució de les Nacions Unides es dedica a l'educació, la ciència i la cultura (UNESCO), i una altra a la medicina (OMS); però ha estat la cooperació internacional entre Estats la que ha donat lloc a institucions capdavanteres en investigació científica, com l'Estació Espacial Internacional o els observatoris astronòmics internacionals que, per raons tècniques, se situen en llocs com Canàries o Xile. Destaquen particularment les institucions científiques creades entre els països de la Unió Europea, com l'Organització Europea per a la Investigació Nuclear (CERN), el Laboratori Europeu de Biologia Molecular (EMBL), el European Synchrotron Radiation Facility (ESRF) o el Consell Europeu d'Investigació (ERC).
El selecte grup de revistes científiques que han adquirit un prestigi mundial (Science, Nature, Proceedings of the National Academy of Sciences, The Lancet, New England Journal of Medicine) s'ha convertit en una espècie d'àrbitre internacional dels criteris de publicació científica (article científic, revisió per experts). En oposició a la ciència secreta, la divulgació i exposició als mitjans de comunicació de masses (que, en teoria, garanteixin el control social de la ciència a través de l'opinió pública i les institucions democràtiques d'una societat -postindustrial o de la informació- composta de ciutadans formats i informats, o almenys ho aspira a ser-ho), ha passat a ser necessària per a tota institució científica; així com el denominat comunisme científic. Aquest concepte no ha de confondre's amb el concepte marxista de socialisme científic, sinó que es refereix a la propietat compartida de la informació científica i la seva comunicabilitat, comparable fins a cert punt a la dels béns comuns; però que, no obstant això, dona lloc a l'establiment d'una feroç rivalitat i competència científica (publica o mor, índex de citació), que requereix l'establiment de la prioritat i l'atribució de l'autoria dels resultats del treball científic (més enllà de la seva consideració com a producte social) a determinats científics, investigadors, equips d'investigació, empreses, institucions acadèmiques, estatals o de qualsevol altre tipus, i del seu reconeixement públic i recompensa mitjançant els premis científics, la jerarquia acadèmica i la política de patent (clau del sistema productiu capitalista).
Als Estats Units hi ha nombrosos instituts de recerca notables com Bell Labs, Xerox Parc, The Scripps Research Institute, Beckman Institute, RTI International i SRI International. Hughes Aircraft va utilitzar una estructura d'institut de recerca per al seu model organitzatiu.

## Instituts de recerca

### Alemanya
- Max-Planck-Gesellschaft (MPG, Societat Max Planck)
- Fraunhofer-Gesellschaft (Societat Fraunhofer)
- Forschungsinstitut Senckenberg (Institut d'Investigació Senckenberg)

### Argentina
- Consell Nacional d'Investigacions Científiques i Tècniques (CONICET)

### Espanya
- Consell Superior d'Investigacions Científiques (CSIC)
- Institut Nacional de Tècnica Aeroespacial (INTA)

### Estats Units
- National Academy of Sciences (NAS, Acadèmia Nacional de Ciències)
- Food and Drug Administration (FDA, Administració d'Aliments i Medicines)
- Brookhaven National Laboratory
- Laboratori Nacional Oak Ridge
- Institute for Advanced Study
- Stanford Research Institute (SRI)

### França
- Centre Nacional de la Recerca Científica

### Suècia
- Institut Karolinska